# Косина
Косина — село на Закерзонні в Польщі, у гміні Ланьцут Ланьцутського повіту Підкарпатського воєводства.
Населення — 3593 особи (2011).

## Історія
Село вперше згадане в 1369 р., коли солтис Косини Іван став свідком у справі про закріпачення села Крачкова. Село знаходилося до 1772 р. в Перемишльській землі Руського воєводства.
У 1772—1918 р. — у складі Австрійської імперії. В 1859 р. через село прокладена Галицька залізниця імені Карла Людвіга зі станцією в селі.
У 1868 р. в селах Косина, Новосільці й Уїзна було 20 греко-католиків, які належали до парохії Миротин Каньчуцького деканату Перемишльської єпархії. На той час унаслідок півтисячоліття латинізації та полонізації українці лівобережного Надсяння опинилися в меншості.
Відповідно до «Географічного словника Королівства Польського» в 1883 р. Косина знаходилася в Ланцутському повіті Королівства Галичини і Володимирії, було 1912 мешканців.
У 1888 р. село востаннє згадується в Шематизмах, коли на три села Косина, Новосільці й Ожанськ був останній греко-католик, наступного року Косина вже була вилучена з переліку сіл парохії.
У 1919—1939 роках село входило до Переворського повіту Львівського воєводства.

## Демографія
Демографічна структура станом на 31 березня 2011 року:
|          | Загалом | Допрацездатний вік | Працездатний вік | Постпрацездатний вік |
| -------- | ------- | ------------------ | ---------------- | -------------------- |
| Чоловіки | 1784    | 388                | 1168             | 228                  |
| Жінки    | 1809    | 350                | 1036             | 423                  |
| Разом    | 3593    | 738                | 2204             | 651                  |